# Fred Latham
Fredrick Latham (sinh năm 1876) là một cầu thủ bóng đá người Anh thi đấu ở Football League cho Crewe Alexandra và Stoke.

## Sự nghiệp
Latham sinh ra ở Crewe và bắt đầu sự nghiệp với đội bóng địa phương Crewe Alexandra. Ông trải qua 2 năm với "Alex" có 21 lần ra sân trước khi gia nhập Stoke vào tháng 8 năm 1896. Stoke lúc đó đang khủng hoảng do thủ môn chấn thương và Latham được tuyển để lấp đầy chỗ trống tạm thời. Ông thi đấu tất cả năm trận của Stokes vào tháng 9 năm 1896 và trở lại Crewe.

## Thống kê sự nghiệp
| Câu lạc bộ          | Mùa giải            | Giải quốc nội       | Giải quốc nội | Giải quốc nội | Cúp FA  | Cúp FA    | Tổng    | Tổng      |
| Câu lạc bộ          | Mùa giải            | Hạng đấu            | Số trận       | Bàn thắng     | Số trận | Bàn thắng | Số trận | Bàn thắng |
| ------------------- | ------------------- | ------------------- | ------------- | ------------- | ------- | --------- | ------- | --------- |
| Crewe Alexandra     | 1894-95             | Second Division     | 1             | 0             | 0       | 0         | 1       | 0         |
| Crewe Alexandra     | 1895-96             | Second Division     | 17            | 0             | 3       | 0         | 20      | 0         |
| Stoke               | 1896-97             | First Division      | 5             | 0             | 0       | 0         | 5       | 0         |
| Tổng cộng sự nghiệp | Tổng cộng sự nghiệp | Tổng cộng sự nghiệp | 23            | 0             | 3       | 0         | 26      | 0         |